# Mineiros
Mineiros è un comune brasiliano situato nell'entroterra dello stato del Goiás, nella regione centro-occidentale del paese. Si trova nel sud-ovest di Goiás, a 420 km da Goiânia, 500 km da Cuiabá, 550 km da Campo Grande e 650 km da Brasilia. L'area più estesa del Parco nazionale delle Ema si trova nel suo comune. Secondo il Tribunale Elettorale Regionale del Goiás, il numero di elettori nel comune ammonta a 46.452 e la sua popolazione, secondo le stime dell'IBGE per il 2022, era di 70.081 abitanti.
La sua superficie è di 12.060,091 km², il che lo rende uno dei comuni più grandi del Goiás in termini di territorio, rappresentando il 2,6159% della superficie dello Stato, lo 0,5558% della superficie del Centro-Ovest brasiliano e lo 0,1047% dell'intero territorio nazionale.
Geograficamente situato a una delle altitudini più elevate del Goiás, tra i 700 e i 1100 metri, nella Serra dos Caiapós, il comune ospita numerose sorgenti d'acqua, alcune sotterranee, come la falda acquifera Guaraní, che danno origine a diversi fiumi, tra cui il fiume Araguaia, il Rio Verde, il Formoso e il Jacuba.